# Saint-Gaudens
Saint-Gaudens település Franciaországban, Haute-Garonne megyében. Lakosainak száma 11 869 fő (2022. január 1.). Saint-Gaudens Aspret-Sarrat, Estancarbon, Landorthe, Lieoux, Miramont-de-Comminges, Saux-et-Pomarède, Valentine és Villeneuve-de-Rivière községekkel határos.

## Népesség
A település népessége az elmúlt években az alábbi módon változott:
| Lakosok száma | 11.225 | 11 241 | 11 327 | 12 017 | 11 517 | 11 604 | 11 773 | 11 664 | 11 613 | 11 869 |
|               | 2009   | 2013   | 2015   | 2016   | 2017   | 2018   | 2019   | 2020   | 2021   | 2022   |